# The Lodge (serie televisiva)
The Lodge è una serie televisiva britannica musicale basata sulla serie israeliana North Star. Prodotta dalla Zodiak Kids Studios, la serie viene trasmessa in patria dal 23 settembre 2016 su Disney Channel e dal 4 marzo 2017 in Italia. Negli Stati Uniti è andata in onda su Disney Channel dal 17 ottobre 2016.
Il 13 dicembre 2016 è stata rinnovata per una seconda stagione trasmessa nel Regno Unito su Disney Channel dal 9 giugno 2017. Il primo episodio della seconda stagione è andata in onda su Disney Channel (Italia) il 6 luglio e dal 4 settembre 2018 con i restanti episodi. In occasione della messa in onda in Italia della seconda stagione, Sky Italia e Now hanno reso disponibile sulla propria piattaforma On Demand, per un tempo limitato, la prima stagione completa.

## Trama
Skye è una ragazza di quindici anni, che dopo la morte della madre avvenuta un anno prima, si trasferisce col padre Ed in campagna, al North Star Lodge, l'albergo di famiglia dove è cresciuta la madre. Arrivata al Norh Star Lodge, Skye fa la conoscenza di Sean e Ben, due migliori amici con la passione per la mountain bike. Entrambi si innamoreranno di Skye, sebbene Sean sia fidanzato, a sua volta, con Danielle, una ragazza presuntuosa e arrogante proveniente da una famiglia ricca. Danielle è la protagonista di "My Amazing Life", il reality show più seguito. Al North Star Lodge, però, Skye scopre che il padre ha intenzione di vendere l'albergo al padre di Sean, un ricco imprenditore che vuole acquistare il Lodge per costruire un albergo più moderno. La ragazza, insieme ai suoi nuovi amici Ben, Sean, Noah e Kaylee, unirà le forze per rinnovare il Lodge e salvarlo. Verrà aiutato anche dallo staff di My Amazing Life riprendendo senza sosta Skye e i suoi amici. Skye troverà inoltre una misteriosa chiave, utile per riportare alla luce un segreto che si cela dietro la sua famiglia.
Ma all'insaputa di tutti, all'albergo arriveranno due ragazzi molto imbranati che cercheranno di spiare Skye. 

## Episodi
| Stagione         | Episodi | Prima TV UK | Prima TV Italia |
| ---------------- | ------- | ----------- | --------------- |
| Prima stagione   | 10      | 2016        | 2017            |
| Seconda stagione | 15      | 2017        | 2018            |